# كهف فيروفكينا
كهف فيروفكينا (مكتوب أيضًا Vervkina Cave ، الأبخازية: Вериовкин иҳаҧы، الروسية: Пее́ра Верёвкина، الجورجية: ვერიოვკინის მღვიმე) يبلغ عمقها 2212 مترًا (7257 قدمًا)، أعمق كهف معروف على الأرض. يقع مدخلها على إرتفاع 2،285 مترًا (7،497 قدمًا) فوق مستوى سطح البحر في أبخازيا، جورجيا. يحتوي مدخل الكهف على مقطع عرضي 3 م × 4 م (9.8 قدم × 13.1 قدم)، ويقع في أرابيكا ماسيف، سلسلة جبال جاجرا في غرب القوقاز، على الممر بين كريبوست وزونت. الجبال أقرب إلى سفوح جبل. كريبوست. يبلغ عمق مدخل المدخل 32 مترًا (105 قدمًا).